# Rhytiphora argentata
Rhytiphora argentata là một loài bọ cánh cứng trong họ Cerambycidae.